# Declinazione (astronomia)

Coordinate celesti equatoriali (rosse) e orizzontali (blu).

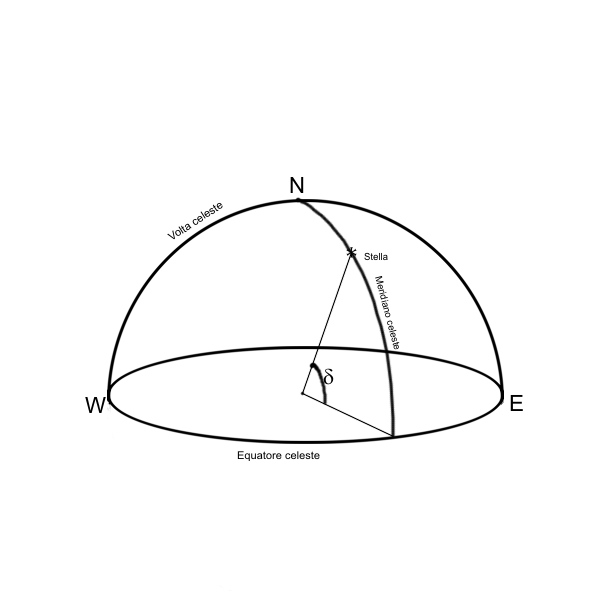
La declinazione (δ) in astronomia è l'arco di meridiano celeste compreso tra la stella e l'equatore celeste.

In astronomia, la declinazione (abbreviata in Dec e avente per simbolo δ) rappresenta una delle coordinate equatoriali che serve, insieme all'ascensione retta, per determinare l'altezza di un astro sulla sfera celeste. Più specificamente è l'angolo celeste al centro della terra sotteso da un arco di meridiano celeste compreso fra l'equatore celeste e il parallelo passante per l'oggetto: è la latitudine proiettata sulla sfera celeste, anziché sulla superficie terrestre. Per convenzione i punti a nord dell'equatore celeste hanno declinazione positiva, mentre quelli al di sotto hanno declinazione negativa.

## Significato
In astronomia la declinazione è comparabile alla latitudine geografica,. proiettata sulla sfera celeste, mentre l'ascensione retta è comparabile alla longitudine.
Per convenzione i punti a nord dell'equatore celeste hanno declinazione positiva, mentre quelli al di sotto hanno declinazione negativa. Per misurare la declinazione si possono utilizzare tutti i sistemi di misura degli angoli, anche se il sistema più comune è quello che utilizza gradi (°), minuti (′) e secondi (″) del sistema sessagesimale, dove i 90° corrispondono a un quarto di circonferenza. Pertanto non esistono declinazioni con valori superiori a 90° perché i poli rappresentano i punti più settentrionali o meridionali della sfera celeste.

### Esempi
- L'equatore celeste ha una declinazione di 0°
- Il polo nord celeste ha una declinazione di +90°
- Il polo sud celeste ha una declinazione di −90°

## Formulazione matematica
In radianti  e gradi vale rispettivamente, fissando t=0 il 1º gennaio:
{\displaystyle \delta =0,41\sin(4,89+0,20}µHz {\displaystyle t)=23,45^{\circ }\sin(360^{\circ }{\frac {284d+t}{365d}})},
dove d indica il periodo di un giorno siderale: la declinazione del Sole è nulla l'81-esimo e il 264-esimo giorno dell'anno, detti equinozi.
A causa di alcuni moti millenari della Terra (primo fra tutti la precessione degli equinozi), il sistema di coordinate della declinazione si muove nei secoli, rendendo necessario specificare l'epoca astronomica a cui ci si riferisce.